# Mszana Dolna
Mszana Dolna là một thị trấn thuộc huyện Limanowski, tỉnh Małopolskie ở nam Ba Lan. Thị trấn có diện tích 27 km². Đến ngày 1 tháng 1 năm 2011, dân số của thị trấn là 7605 người và mật độ 281 người/km².